# The Bandit Makes Good
The Bandit Makes Good è un cortometraggio muto del 1908 diretto e interpretato da Gilbert M. 'Broncho Billy' Anderson.

## Trama
Uno sceriffo recupera il denaro rubato in banca durante una rapina. Ma, sulla via del ritorno, mentre sta riportando indietro il bandito, perde tutti i soldi giocando a carte con un baro. Sarà proprio il rapinatore ad aiutarlo a recuperare il denaro perso.

## Produzione
Il film fu prodotto dalla Essanay Film Manufacturing Company.

## Distribuzione
Uscì nelle sale cinematografiche USA il 6 settembre 1908.